# Dímero D

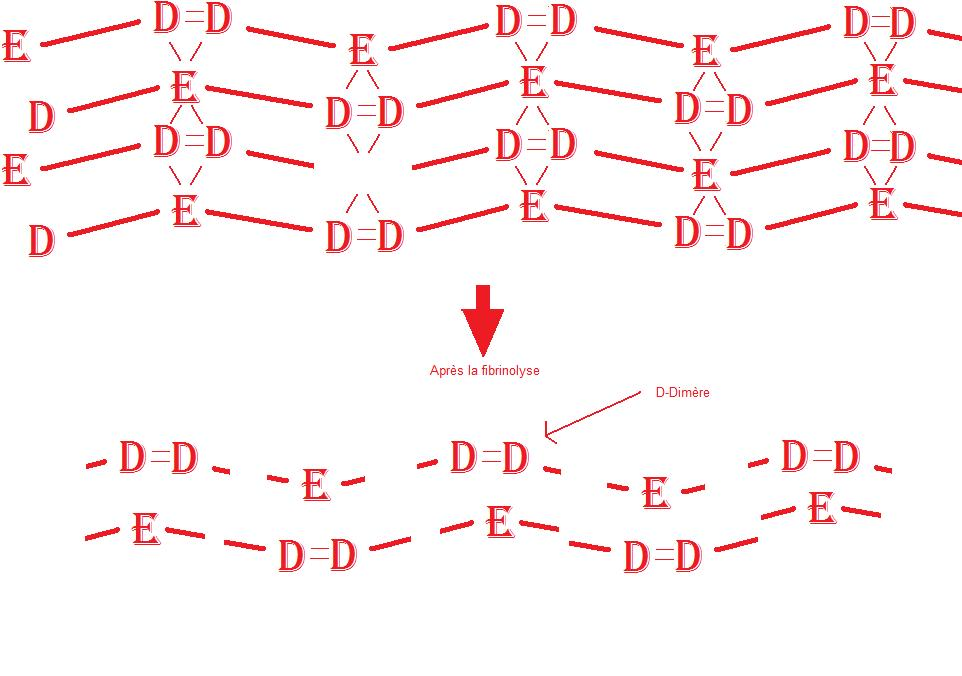
Representación mostrando cómo se forma el dímero-D.
La plasmina degrada los enlaces entre los dominios E y D (enlace simple en la imagen) pero no puede degradar los enlaces entre los dominios D (enlace doble de la imagen).

El dímero D es un producto de degradación de fibrina (o FDP), un pequeño fragmento de proteína presente en la sangre después de que un coágulo de sangre se degrada por fibrinólisis. Se llama así porque contiene dos fragmentos D de la proteína fibrina unidos por un entrecruzamiento. [1] La concentración de dímero D se puede determinar mediante un análisis de sangre para ayudar a diagnosticar la trombosis. [2] Desde su introducción en la década de 1990, se ha convertido en una prueba importante realizada en personas con sospecha de trastornos trombóticos, como tromboembolismo venoso. [2] [3] Si bien un resultado negativo prácticamente descarta la trombosis, un resultado positivo puede indicar trombosis, pero no excluye otras causas potenciales. [3] Su uso principal, por lo tanto, es excluir la enfermedad tromboembólica donde la probabilidad es baja. [1] [2] Los niveles de dímero D se utilizan como un biomarcador predictivo para el trastorno sanguíneo, en la coagulación intravascular diseminada y los trastornos de la coagulación asociados con la infección por COVID-19. [1] [3] Un aumento de cuatro veces en la proteína es un indicador de mal pronóstico en personas hospitalizadas con COVID-19. [1] [3] [4] 

## Historia
El dímero D fue descrito originalmente en la década de 1970, y encontró su aplicación diagnóstica en la década de 1990. 1

## Formación del dímero D.
Se muestran fibrinógeno, con su dominio E y dos dominios D, sobre los que actúan en cascada las siguientes enzimas: trombina, para crear una malla de protofibrillas de fibrina. Factor XIII para reticular la malla de fibrina (que une los dominios de protofibrillas D), la armazón para la formación de coágulos. Plasmina, cuya acción en la fibrinólisis produce productos de degradación de fibrina (FDP), donde los más pequeños son los dímeros D, fragmentos de proteína con un dominio E y dos dominios D reticulados de un fibrinógeno original. [1] [5]
La coagulación, es la formación de un coágulo de sangre o trombo, ocurre cuando las proteínas de la cascada de la coagulación se activan, ya sea por contacto con una pared interna de vasos sanguíneos dañada y exposición al colágeno en el espacio tisular (vía intrínseca) o por activación del factor VII por factores de activación de tejidos (vía extrínseca). Ambas vías conducen a la generación de trombina, una enzima que convierte la proteína sanguínea soluble, el fibrinógeno en fibrina, que se agrega en proteofibrillas. Otra enzima generada por trombina, el factor XIII, luego reticula las proteofibrillas de fibrina en el sitio del fragmento D, lo que lleva a la formación de un gel insoluble que sirve como andamio para la formación de coágulos sanguíneos. [1]
La enzima circulante plasmina, la principal enzima de la fibrinólisis, escinde el gel de fibrina en varios lugares. Los fragmentos resultantes, "polímeros de alto peso molecular", son digeridos varias veces más por plasmina para dar lugar a polímeros intermedios y luego a polímeros pequeños (productos de degradación de fibrina o FDP). Sin embargo, el entrecruzamiento entre dos fragmentos D permanece intacto, y estos quedan expuestos en la superficie cuando los fragmentos de fibrina están suficientemente digeridos. La estructura del dímero D es una molécula de 180 kDa [6] o 195 kDa [7] de dos dominios D, o una molécula de 340 kDa [7] de dos dominios D y un dominio E de la molécula de fibrinógeno original. [1]
Los dímeros D normalmente no están presentes en el plasma sanguíneo humano, excepto cuando se ha activado el sistema de coagulación, por ejemplo debido a la presencia de trombosis o coagulación intravascular diseminada. El ensayo de dímero D depende de la unión de un anticuerpo monoclonal a un epítopo particular en el fragmento de dímero D. Hay varios kits de detección disponibles comercialmente, pero todos se basan en un anticuerpo monoclonal diferente contra el dímero-D. Para algunos de ellos, se conoce el área del dímero D al que se une el anticuerpo. La unión del anticuerpo se mide luego cuantitativamente mediante uno de varios métodos de laboratorio. [1]

## Indicaciones
La prueba del dímero D es de uso clínico cuando existe la sospecha de Trombosis venosa profunda (TVP), Embolia pulmonar (EP) o Coagulación intravascular diseminada (CID). [1] [3] Para la TVP y la EP, existen varios sistemas de puntuación posibles que se utilizan para determinar la probabilidad clínica a priori de estas enfermedades; los más conocidos son los Criterios de Wells. [5]
Para una puntuación alta, o probabilidad previa a la prueba, un dímero D hará poca diferencia y se iniciará la terapia anticoagulante independientemente de los resultados de la prueba, y se pueden realizar pruebas adicionales para TVP o embolia pulmonar.
Para una puntuación moderada o baja, o probabilidad previa a la prueba:
Una prueba de dímero D negativa prácticamente descartará la tromboembolia. [5] El grado en que el dímero D reduce la probabilidad de enfermedad trombótica depende de las propiedades de la prueba específica utilizada en el entorno clínico: la mayoría de dímero D disponible, las pruebas con un resultado negativo reducirán la probabilidad de enfermedad tromboembólica a menos del 1% si la probabilidad previa a la prueba es inferior al 15-20%. La tomografía computarizada de tórax (angiografía por TC) no debe usarse para evaluar la embolia pulmonar en personas con resultados negativos de un ensayo de dímero D. [8] Una probabilidad preprueba baja también es valiosa para descartar EP. [9]
Si el dímero D se lee alto, entonces se requieren más pruebas (ecografía doppler de las venas de las piernas o gammagrafía pulmonar o tomografía computarizada) para confirmar la presencia del trombo. La terapia con anticoagulantes puede iniciarse en este punto o suspenderse hasta que más pruebas confirmen el diagnóstico, dependiendo de la situación clínica del paciente.
En algunos hospitales, los laboratorios los miden después de completar un formulario que muestra el puntaje de probabilidad y solo si el puntaje de probabilidad es bajo o intermedio. Esto reduce la necesidad de pruebas innecesarias en aquellos que tienen alta probabilidad. [10] Realizar primero la prueba del dímero D puede evitar una proporción significativa de pruebas por imágenes y es menos invasivo. Dado que el dímero D puede excluir la necesidad de imágenes, las organizaciones profesionales especializadas recomiendan que los médicos utilicen la prueba del dímero D como diagnóstico inicial. Es objeto de la investigación en el diagnóstico de la disección aórtica.
Referencias y notas de pie 
Notas aclaratorias
1. ↑  Adam SS,  KeyNS, Greenberg CS (marzo de 2009) "Antígeno Dímero-D: conceptos actuales y perspectivas de futuro" . Blood 113 (13): 2878-2887. doi : 10.1182/blood-2008 -06-165.845 . PMID 19008457 .
2. ↑  General Practice Notebook > D-dimer Retrieved September 2011
3. ↑  Suzuki, T.; Distante, A.; Eagle, K. (2010). "Biomarker-assisted diagnosis of acute aortic dissection: How far we have come and what to expect". Current Opinion in Cardiology 25 (6): 541–545. doi:10.1097/HCO.0b013e32833e6e13. PMID 20717014.
4. ↑  Ranasinghe, A. M.; Bonser, R. S. (2010). "Biomarkers in Acute Aortic Dissection and Other Aortic Syndromes". Journal of the American College of Cardiology 56 (19): 1535–1541. doi:10.1016/j.jacc.2010.01.076. PMID 21029872.
5. ↑  Wells PS, Anderson DR, Rodger M et al. (2003). "Evaluación de dímero D en el diagnóstico de sospecha de trombosis venosa profunda" . N. Engl. . J. Med. 349 (13):. 1227-1235 doi : 10.1056/NEJMoa023153 . PMID 14507948 .
6. ↑  Rathbun, SW, TL Whitsett, SK Vesely, GE Raskob (2004) "Utilidad clínica del dímero-D en pacientes con sospecha de embolia pulmonar y gammagrafía pulmonar no diagnósticas o hallazgos en la TC negativas" . pecho 125 (3): 851-855. doi : 10.1378/chest.125.3.851 . PMC 1215466 . PMID 15006941 .

Bibliografía
- Schrecengost JE, LeGallo RD, Boyd JC, Moons KG, Gonias SL, Rose CE Jr, Bruns DE. Comparison of diagnostic accuracies in outpatients and hospitalized patients of D-dimer testing for the evaluation of suspected pulmonary embolism. Clin Chem 2003;49:1483-90. PMID 12928229.
- Wells PS, Anderson DR, Rodger M, Forgie M, Kearon C, Dreyer J, Kovacs G, Mitchell M, Lewandowski B, Kovacs MJ. Evaluation of D-dimer in the diagnosis of suspected deep-vein thrombosis. N Engl J Med 2003;349:1227-35. PMID 14507948.

- Datos: Q198526
- Multimedia: D-dimer / Q198526